# Ira Einhorn

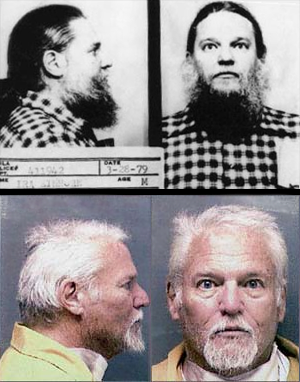
Ira Einhorn w 1979 r. (u góry) i w 2001 r.

Samuel Ira Einhorn, znany jako The Unicorn Killer (Jednorożec-zabójca) (ur. 15 maja 1940 w Filadelfii, zm. 3 kwietnia 2020 w Somerset) – amerykański działacz ekologiczny w latach 60. i 70. XX wieku.
Urodził się w rodzinie żydowskiej. Studiował na University of Pennsylvania. Przez pięć lat był związany z Holly Madux, którą w końcu zamordował. Po jej śmierci zapewniał policję, że Holly zerwała z nim i już do niego nie wróciła. Tuż po zabójstwie wyjechał do Nowego Jorku. Osiemnaście miesięcy później ciało Holly Maddux policja odnalazła w skrzyni przechowywanej w szafie w mieszkaniu Einhorna. Sam podejrzany został zatrzymany i zwolniony za kaucją. W 1981 roku, na kilka dni przed ogłoszeniem wyroku Einhorn zbiegł do Europy. Przez kolejne 12 lat podróżował po Europie, odwiedzając m.in. Francję, Wielką Brytanię, Szwecję. Rozpoznany w Irlandii, jednak z powodu braku umowy o ekstradycję z USA nie został zatrzymany. Za zabójstwo Holly Maddux, Einhorn został skazany zaocznie w 1993 na dożywocie bez możliwości zwolnienia warunkowego. W 1997 został ujawniony jego pobyt we Francji. W wyniku różnic w prawie karnym jego ekstradycja odbyła się dopiero 20 lipca 2001. Rozpoczęła się ponownie rozprawa sądowa i 17 października 2002 został skazany na dożywocie bez prawa do warunkowego zwolnienia. Einhorn odbywał karę w więzieniu w Houtzdale w centralnej Pensylwanii.
Używał pseudonimu The Unicorn (ang. jednorożec), będącego tłumaczeniem jego nazwiska z języka niemieckiego.